# Malix
Malix (Reto-Romaans: Umblies; Italiaans (verouderd): Umbligo) is een plaats en voormalige gemeente in het Zwitserse kanton Graubünden, en maakt deel uit van het district Plessur. Malix telt 694 inwoners.